# 欧巴涅站
欧巴涅站，是法国的一个铁路车站，位于法国东南部城市欧巴涅。

## 位置
欧巴涅站位于欧巴涅市区的北部。车站大致呈东西走向，开口朝南。

## 设施
欧巴涅站设有人工售票窗口，其开放时间如下：
- 周一至五：5:45 - 20:40
- 周六：8:15 - 19:20
- 周日及节假日：8:15 - 13:15和13:45 - 19:20

此外，该站还设有自动售票机等设施。

## 车站布局

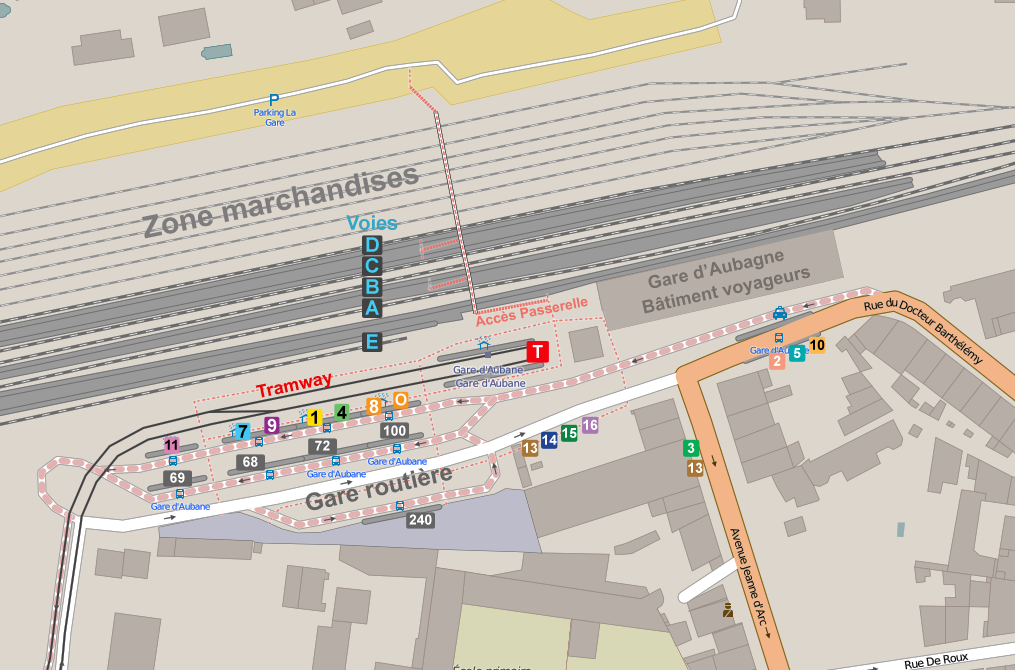
欧巴涅站布局。图片来源：OpenstreetMap

## 停靠线路
以下列车线路在欧巴涅站停靠：
| 欧巴涅站列车线路表 |      |                  |          |              |
| 线路               | 车种 | 上一站           | 下一站   | 大致运行频率 |
| 马赛—土伦/伊埃尔   | TER  | 马赛布朗卡       | 卡西     | 每天16趟左右 |
| 马赛—雷扎克        | TER  | 马赛布朗卡       | 卡西     | 每天2~3趟    |
| 阿维尼翁—土伦      | TER  | 马赛布朗卡       | 拉西奥塔 | 每天2趟      |
| 马赛—欧巴涅        | TER  | 于沃讷河畔拉彭讷 | （终点） | 每天10趟左右 |
| 1. 2. 3.           |      |                  |          |              |

## 配套交通

### 长途客车
欧巴涅站配套的长途汽车站位于车站西侧的马赛·苏拉广场（法語：Square Marcel Soulat），被称为"换乘中心"（法語：Pôle d'échange）
| 停靠欧巴涅站的大巴车 |                              | |
| 上下车地点           | 运营单位                     | 主要目的地 |
| 欧巴涅站西侧         | Flixbus                      | - N749线：巴黎、里昂、奥朗日、阿维尼翁、土伦 |
| 欧巴涅站西侧         | 罗讷河口省城际客运 Cartreize | - 068线：普罗旺斯地区卡努、卡西斯 - 069线：马赛-汽车南站、拉西奥塔 - 072线：普罗旺斯地区艾克斯、拉西奥塔 - 100线（公交化运营）：马赛-卡斯特拉讷 - 102线：马赛-卡斯特拉讷 - 240线：于沃讷河畔拉彭讷、马赛-拉富拉热尔站 |
| 欧巴涅站西侧         | SNCF Car TER                 | （当铁路线施工或罢工时，SNCF可能会提供途径该线路沿途站点的大巴车） |
| 1. 2. 3. 4. 5.       |                              | |

### 市内交通
| 欧巴涅站附近的市内公共交通线路 |              | |
| 公交车站名称                   | 位置         | 停靠线路 |
| Gare d'Aubagne 欧巴涅-火车站   | 欧巴涅站门口 | - 欧巴涅有轨电车 - 1路：欧巴涅-火车站 ↔ 热芒奥-汝克街区 - 2路：欧巴涅-火车站 ↔ 欧巴涅-雷帕松 - 4路：欧巴涅-火车站 ↔ 于沃讷河畔拉彭讷-火车站 - 5路：欧巴涅-火车站 ↔ 拉布亚迪塞-雷济斯克朗 - 7路：欧巴涅-火车站 ↔ 热芒奥-中心 - 8路：欧巴涅-火车站 ↔ 圣扎沙里耶-工业区 - 9路：欧巴涅-火车站 ↔ 圣扎沙里耶-工业区 - 10路：欧巴涅-火车站 ↔ 马赛-拉特雷伊 - 11路：欧巴涅-火车站 ↔ 屈热莱潘-OK Corral - 13路：欧巴涅-火车站 ↔ 欧巴涅-拉加勒讷 - 14路：欧巴涅-火车站 ↔ 欧巴涅-拉卢夫地块 - 15路：欧巴涅-火车站 ↔ 欧巴涅-卡米西 - 16路：欧巴涅-火车站 ↔ 欧巴涅-雷索朗地块 |
| 1. 2.                          |              | |

### 社会车辆
欧巴涅站门口设有社会车辆停车场。

## 临近车站
| 欧巴涅站（Gare d'Aubagne）     |                      |          |
| 上行车站                       | 线路                 | 下行车站 |
| 于沃讷河畔拉彭讷站             | 马赛－文蒂米利亚铁路 | 卡西站   |
| - 本表仅显示运营中的线路及车站 |                      |          |